# Judith Christina Brelin
Judith Christina Brelin, född 1770, död 1794, var en svensk ballerina.
Aktiv vid Kungliga Baletten vid Operan i Stockholm 1782-92. Koryfe 1782, sekunddansös 1785. Bland de baletter hon deltog i fanns La Rosiere de Salency av Jean-Rémy Marcadet mot Antoine Bournonville, Giovanna Bassi och Jean Marcadet, och Ninette a la Tour av M. Gardel säsongen 1786-1787.  
Gift med Louis Gallodier 1792.   